# Хурнаван
Хурнаван (Хорнаванн, Хорнаван; швед. Hornavan) — озеро на севере Швеции, находится в коммуне Арьеплуг, в лене Норрботтен.
Озеро расположено в Скандинавских горах на высоте 425 м. На его юго-западном берегу находится город Арьеплуг. На озере около 400 островков, многие из которых различаются по флоре и фауне и весьма интересны свойствами своих экосистем и незагрязнённой окружающей средой. В южной оконечности Хурнаван соединяется с озером Уддъяур. Площадь Хурнавана колеблется от 220 до 283 км², в любом случае это восьмое по величине озеро Швеции, а с максимальной глубиной 221 м это также и самое глубокое озеро страны. Через озеро протекает река Шеллефтеэльвен.
Название, вероятно, происходит от саамского названия озера, означающего «рогатый» и указывающего на форму водоёма. Вторая часть названия «ава» означает «речной залив», но использовано тут в расширенном значении.